# 横内川
横内川（よこうちがわ）は、青森県青森市を流れる堤川水系支流の二級河川である。

## 地理
青森県青森市の南東にある八甲田山系の前岳（1251.7m）の北部按ノ木森山付近の泉に源を発し北西に流れ、青森市妙見付近で堤川に合流する。
この川の水は八甲田山の青森市南端部分を水源とする荒川（堤川）や駒込川などと違い、水源は八甲田連峰の北端近くの前岳であるため酸性水ではない。この川を水源とする横内浄水場は明治42年に日本で13番目に作られた浄水場で、水質も良く昭和59年に日本一おいしい水道水として評価された。
荒川（堤川）との合流部付近には多目的遊水池がある。平成10年度のその工事の際、旧石器時代から縄文時代の埋没林や縄文時代初期の土器が発掘され、後の調査で遺跡と判明した。

## 河川指定区間
昭和五十九年四月二十一日青森県告示第三百六号　二級河川指定
- 青森市大字横内字八重菊五三の二地先の惣四郎堰頭首工
- 堤川への合流点

## 支流
- 火箱沢
- 元小屋沢
- 西国沢
- 雲谷沢
- 合子沢川